# 东瑟莫波利斯 (怀俄明州)
东瑟莫波利斯（英語：East Thermopolis）是美国怀俄明州温泉县下属的一座城鎮。该鎮的人口在2000年为274人，2010年有254，2011年则估计有253人。